# Première Neige (film)
Pour les articles homonymes, voir Première Neige.
Pour plus de détails, voir Fiche technique et Distribution.
Première Neige (Первый снег, Pervyy sneg) est un film soviétique réalisé par Boris Grigoriev et sorti en 1965,.

## Fiche technique
Sauf indication contraire, les informations mentionnées dans cette section peuvent être confirmées par la base de données cinématographiques IMDb,  présente dans la section « Liens externes ».
- Titre français : Première Neige[3]
- Titre original russe : Первый снег, Pervyy sneg
- Réalisateur : Boris Grigoriev, Youri Chvyriov (ru)
- Scénario : Vassili Rosliakov (ru)
- Photographie : Piotr Kataev (ru)
- Musique : Vladimir Roubine (ru)
- Sociétés de production : Gorky Film Studio
- Pays de production :  Union soviétique
- Langue de tournage : russe
- Format :
- Durée :
- Genre : Drame de guerre
- Dates de sortie :
  - URSS : 16 mai 1965

## Distribution
- Rodion Nakhapetov : Le narrateur, l'ami de Kolia
- Alexeï Loktev : Kolia
- Natalia Velichko (ru) : Natacha
- Janna Prokhorenko : Marianna